# John Fujioka
Mamoru Fujioka, detto John (Ola'a, 29 giugno 1925 – Los Angeles, 13 dicembre 2018), è stato un attore statunitense che ha ricoperto soprattutto ruoli da caratterista.
In Italia è noto per il ruolo del soldato fantasma giapponese Kamasuka nel film con protagonisti Bud Spencer e Terence Hill Chi trova un amico trova un tesoro del 1981.

## Biografia
Nato nell'Ola'a Forest vicino a Kurtistown nell'Isola di Hawaii da una famiglia nippo-americana, nel 1944 si arruolò volontario nonostante fosse omosessuale e svolse il servizio militare come traduttore dal giapponese nel PACMIRS (Pacific Military Intelligence Research Section) dell'Office of Strategic Services negli Stati Uniti e poi in Giappone a Sendai, Morioka e a Tokyo dopo la fine della guerra; non venne mai inviato al Fronte del Pacifico, ma ricevette tutte le decorazioni e le medaglie dei combattenti. Durante il servizio militare non amava i bar quindi incominciò ad andare al cinema e a vedere spettacoli teatrali.
Fujioka in seguito ha iniziato la sua carriera all'inizio degli anni '60, inizialmente con il nome di John Mamo. Nel 1962 ebbe in un piccolo ruolo di supporto dalla parte di Vincent Price nelle Confessioni di un fumatore d'oppio. A causa della sua discendenza giapponese e del suo aspetto distintivo (calvo e baffuto), che ha mantenuto per decenni, è stato impegnato in determinati ruoli. Inizialmente aveva ruoli minori in film come Pianeta Terra: anno zero, Futureworld - 2000 anni nel futuro e La battaglia di Midway. Nel 1980 Fujioka recitò in L'ultimo viaggio dell'arca di Noè, insieme a Elliott Gould e Geneviève Bujold, in cui ebbe un ruolo di supporto maggiore, vale a dire quello di un soldato giapponese su un'isola deserta che non sa che la guerra è finita; ha recitato in un ruolo molto simile l'anno seguente nella commedia con Bud Spencer e Terence Hill, Chi trova un amico trova un tesoro, e ha ricoperto ruoli in numerosi film d'azione, tra cui The Octagon con Chuck Norris, Guerriero americano con Michael Dudikoff e Guerriero senza tempo con Mark Dacascos. Il suo ultimo ruolo cinematografico è stato nel film del 2001 Pearl Harbor nel ruolo del Comandante Nishikura.
Oltre alla sua carriera cinematografica, Fujioka ha recitato per quasi quattro decenni in ruoli di ospite in varie serie televisive. Nel 1979 ha recitato nel ruolo di Kevin nella sitcom The Last Resort, ma la serie prodotta dalla CBS è stata interrotta dopo 15 episodi. Dal 1982 al 1983 ha interpretato il ruolo del samurai Todo in 22 episodi della serie televisiva I predatori dell'idolo d'oro; anche questa serie non è stata estesa dopo la fine della prima stagione. Nella miniserie Il re di Hong Kong ha recitato nel ruolo di Baldhead Kin.

## Filmografia parziale

### Cinema
- Confessioni di un fumatore d'oppio (Confessions of an Opium Eater), regia di Albert Zugsmith (1962)
- Una ragazza chiamata Tamiko (A Girl Named Tamiko), regia di John Sturges (1962)
- Marinai, topless e guai (McHale's Navy), regia di Edward Montagne (1964)
- M*A*S*H, regia di Robert Altman (1970)
- Pianeta Terra: anno zero (Nippon chinbotsu), regia di Shirô Moritani e Andrew Mayer (1973)
- La battaglia di Midway (Midway), regia di Jack Smight (1976)
- Futureworld - 2000 anni nel futuro (Futureworld), regia di Richard T. Heffron (1976)
- MacArthur il generale ribelle (MacArthur), regia di Joseph Sargent (1977)
- L'ultimo viaggio dell'arca di Noè (The Last Flight of Noah's Ark), regia di Charles Jarrott (1980)
- The Octagon, regia di Eric Karson (1980)
- Chi trova un amico trova un tesoro, regia di Sergio Corbucci (1981)
- Continuavano a chiamarlo Bruce Lee (They Call Me Bruce?), regia di Elliott Hong (1982)
- State uniti in America (Some Kind of Hero), regia di Michael Pressman (1982)
- Guerriero americano (American Ninja), regia di Sam Firstenberg (1985)
- Body Slam, regia di Hal Needham (1986)
- Alba d'acciaio (Steel Dawn), regia di Lance Hool (1987)
- Paint It Black - Quando il destino si tinge di nero (Paint It Black), regia di Tim Hunter e Roger Holzberg (1989)
- Detective coi tacchi a spillo (V.I. Warshawski), regia di Jeff Kanew (1991)
- Guerriero senza tempo (American Samurai), regia di Sam Firstenberg (1992)
- Mortal Kombat, regia di Paul W. S. Anderson (1995)
- Pearl Harbor, regia di Michael Bay (2001)

### Televisione
- Viaggio in fondo al mare (Voyage to the Bottom of the Sea) – serie TV, 1 episodio (1964)
- Hawaii Squadra Cinque Zero (Hawaii Five-O) – serie TV, 3 episodi (1974-1975)
- M*A*S*H – serie TV, 3 episodi (1975-1982)
- Poliziotto di quartiere (The Blue Knight) – serie TV, 1 episodio (1975)
- L'uomo da sei milioni di dollari (The Six Million Dollar Man) – serie TV, 2 episodi (1975)
- Baretta – serie TV, 1 episodio (1976)
- Militari di carriera (Once an Eagle) – miniserie TV, 4 episodi (1976)
- Switch – serie TV, 3 episodi (1976-1978)
- La squadriglia delle pecore nere (Baa Baa Black Sheep) – serie TV, 1 episodio (1978)
- Wonder Woman – serie TV, 1 episodio (1978)
- Starsky & Hutch – serie TV, 1 episodio (1978)
- L'incredibile Hulk (The Incredible Hulk) – serie TV, 1 episodio (1979)
- Alla conquista del West (How the West Was Won) – serie TV, 1 episodio (1979)
- Buck Rogers – serie TV, 1 episodio (1981)
- Magnum, P.I. – serie TV, 1 episodio (1981)
- I predatori dell'idolo d'oro (Tales of the Gold Monkey) – serie TV, 22 episodi (1982-1983)
- A-Team (The A-Team) – serie TV, episodio 2x02 (1983)
- Love Boat (The Love Boat) – serie TV, 2 episodi (1983)
- Matt Houston – serie TV, 1 episodio (1983)
- Trapper John (Trapper John, M.D.) – serie TV, 1 episodio (1983)
- Autostop per il cielo (Highway to Heaven) – serie TV, 1 episodio (1985)
- Il mago (The Wizard) – serie TV, 1 episodio (1986)
- Il mio amico Ricky (Silver Spoons) – serie TV, 1 episodio (1986)
- Il re di Hong Kong (Noble House) – miniserie TV, 4 episodi (1988)
- Le inchieste di Padre Dowling (Father Dowling Mysteries) – serie TV, 1 episodio (1989)
- Venerdì 13 (Friday the 13th: The Series) – serie TV, 1 episodio (1990)
- Walker Texas Ranger – serie TV, episodi 5x01-6x20 (1996-1998)

## Doppiaggio

### Videogiochi
- Wei Long in Galleon
- Dr. Oja in Wirehead

## Doppiatori
- Luigi Casellato in La battaglia di Midway
- Piero Tiberi in Chi trova un amico trova un tesoro